# Blood of the Vampire
Blood of the Vampire é um filme de terror do Reino Unido, dirigido por Henry Crass e lançado em 1958.

## Elenco
- Donald Wolfit como Callistratus[2]
- Vincent Ball como John Pierre[2]
- Barbara Shelley como Madeleine[2]
- Victor Maddern como Carl[2]
- William Devlin como Kurt[2]
- Andrew Faulds como Wetzler[2]
- John Le Mesurier como Juiz[2]
- Brian Coleman como Auron[2]